# Torre del Aire
La Torre del Aire (ou Palais des Fermoselle) est un édifice du centre historique de Salamanque. Datant de 1440, il a appartenu à la Famille des Fermoselle puis au Baron de los Cuatro Torres. Ce deuxième propriétaire a fait que le bâtiment soit connu comme Palacio de la Torre del Aire ou des Cuatro Torres.

## Histoire
Pendant les luttes entre des nobles de la ville au XVe siècle ont été élevés divers torreones défensifs dans les palais. Le torreón du Palais des Fermoselle en fait partie. Le palais a dû avoir trois autres torreones qui ont été détruites à la fin du XVIIe siècle car elles menaçaient ruine. Au XVIIIe siècle l'espace a été utilisé pour installer une usine de torchons.

## Source de traduction
- (es) Cet article est partiellement ou en totalité issu de l’article de Wikipédia en espagnol intitulé « Torre del Aire » (voir la liste des auteurs).